# دیلیانا گئورگیه‌وا
دیلیانا گئورگیه‌وا (به انگلیسی: Diliana Gueorguieva) ژیمناست زادهٔ ۱۸ فوریهٔ ۱۹۶۵ میلادی اهل کشور بلغارستان است.